# 施韦纳
施韦纳（德語：Schweina，發音：[ˈʃvaɪna]）是德国图林根州瓦特堡县曾经的一个市镇，面积16.4平方千米，2011年12月31日人口为2,946人。2012年12月31日，施韦纳与市镇原巴特利本施泰因和施泰因巴赫合并为新的巴特利本施泰因。